# Pastorie (Haastrecht)
De pastorie aan de Grote Haven 10 in Haastrecht, in de Nederlandse provincie Zuid-Holland, is een kerkelijke dienstwoning behorende bij de van rijkswege beschermde Sint-Barnabaskerk. De architect is onbekend. Het gebouw bestaat uit twee bouwlagen en een omgaand schilddak met mansardekap. Ook de pastorie is een erkend rijksmonument.
Aan de noordzijde is een kleine tuin aangelegd, met aan een klein gazon een Heilig Hartbeeld uit 1927, geflankeerd door twee tuinvazen.